# (5131) 1990 BG
(5131) 1990 BG est un astéroïde Apollon, aréocroiseur et cythérocroiseur. Il fut découvert par Eleanor Francis Helin et Brian P. Roman à l'observatoire Palomar le 21 janvier 1990.